# Objetivo motor
Los objetivos motores son los problemas-motores-principales siempre presentes en cada una de las actividades físicas y deportivas, problemas que los participantes habrán de resolver.

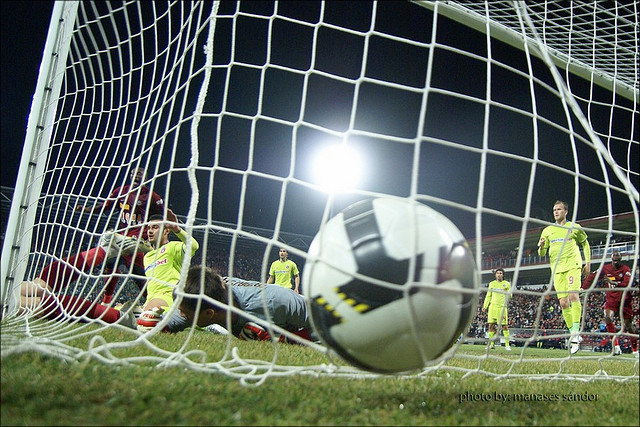
El objetivo motor de algunos deportes de invasión es introducir el balón en la portería de los contrarios.

Ejemplos de objetivos motores son introducir el balón en la portería de los adversarios (fútbol), impedir que el adversario devuelva la pelota a mi campo (tenis), activar el sistema cardio-respiratorio (para mejorar la resistencia), completar una carreras (béisbol), reproducir los pasos, el ritmo y la gestualidad del baile de la sevillana, lograr relajarse, golpear a los adversarios con la pelota (balón prisionero), componer una coreografía. Los objetivos motores dan sentido y guían a los participantes durante la práctica.
El objetivo motor es el principio identificador de todas y cada una de las actividades físicas y deportivas (deportes, juegos motores, actividades físicas de expresión, actividades físicas en el medio natural, actividades de condición física); y nunca aparece fuera de las actividades físicas y deportes.
Los diferentes tipos de objetivos motores permiten explicar, clasificar y definir a las actividades físicas y deportivas. La Spórtica, que es una ciencia de los deportes y las actividades físicas, y su aplicabilidad, incluye los objetivos motores en sus investigaciones y para la enseñanza-aprendizaje de las actividades físicas y los deportes (educación física, ocio, entrenamiento).

## Origen del objetivo motor
El concepto de "objetivo motor" surgió en el intento de encontrar un factor (elemento o rasgo) que fuese común a todas las actividades físicas y deportivas. Este factor serviría como principio o criterio capaz de identificar a todas las actividades físicas y deportivas y capaz de diferenciarlas respecto de las actividades que no son actividades físicas y deportivas.
Se descartarán elementos y rasgos poco útiles como criterios para identificar a las actividades físicas y deportivas, a pesar de su uso recurrente: movimiento, cuerpo humano, corporalidad, gestualidad, gasto energético, esfuerzo físico, cansancio, actividad de ocio, competición, oposición, juego, motricidad humana y acción. Según Ribas (2010), la razón por la que se descartan todos esos factores es porque también se dan en las actividades que no son actividades físicas y deportivas; por lo que dichos factores no sirven ni para identificar ni para diferenciar las actividades físicas y deportivas.
Por ejemplo, el movimiento humano, el uso de la corporalidad, la motricidad y las acciones  acompañan a las personas desde su nacimiento, pero ello no implica que las personas estén constantemente realizando actividades físicas o deportivas. Subir la compra por las escaleras, construir un edificio y correr para que no se te escape el autobús requieren un gran esfuerzo físico, un alto gasto energético y conllevan cansancio, pero esas actividades no implican estar realizando actividades físicas o deportivas.
La idea de resaltar el objetivo o la finalidad en las actividades físicas y deportivas aparece con el filósofo del deporte B. Suits en 1967. En relación con los juegos deportivos (games), Suits habla de los objetivos del juego (goals) y que en 1973 renombrará como “objetivos pre-lúdicos” (pre-lusory goals): “Este tipo de objetivos puede describirse generalmente como un estado específico de cosas alcanzable” (p. 40). Para este autor los juegos deportivos se componen de los objetivos pre-lúdicos y de un conjunto de reglas que establecen los “medios lúdicos” (lusory means) destinados a alcanzar los objetivos pre-lúdicos durante el juego.

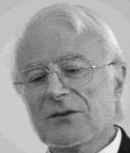
P. Parlebas en 1999 (autor: Alain Delmas)

Basado en el objetivo de la tarea que aparece en la definición de “tarea motriz” (tache motrice) del léxico de P. Parlebas (1981), y mediante una metodología inductiva, Ribas (1995) identificó los objetivos principales de deportes, de juegos tradicionales, de actividades de expresión corporal y de actividades de condición física. Este autor propuso el término "objetivo motor" tras concluir en su estudio que todas las actividades físicas y deportivas coinciden en que “el objetivo a alcanzar es de carácter motor” (p. 31).
Ejemplos  de objetivos motores son: intentar encestar en el aro de los contrarios (baloncesto), intentar reproducir gestualidades (gimnasia rítmica), intentar derribar al adversario (judo), intentar respiraciones profundas (relajación), intentar tocar al adversario (taekwondo), intentar variantes de las figuras de salsa o  intentar dominar la (hipertrofia muscular). Asimismo Ribas (1995) comprueba en su estudio que las actividades que carecen de objetivo motor no son actividades físicas o deportivas. Por ejemplo, tocar una melodía al piano, hablar con alguien o participar en un juego de mesa no son actividades físicas ni deportes porque carecen de objetivo motor.

## Principio identificador de las actividades físicas y deportivas
El objetivo motor es un rasgo común a todas las actividades físicas y deportivas. En Parlebas (2001) se expresa que «todas las acciones humanas tienen su soporte en la motricidad pero solo denominamos como acciones motrices a aquellas cuya finalidad u objetivo es estrictamente motriz» (p. 43). Lagardera y Lavega (2003) exponen que las actividades físicas y deportivas son «[…] situaciones orientadas hacia la motricidad, llevadas a cabo mediante nuestras facultades motrices, y con una finalidad estrictamente motriz: marcar gol, pasar el listón, ejercitarnos» (p. 50) (respectivamente en el fútbol, en el salto con pértiga, al pasear en bicicleta).
El principio que identifica, origina y guía a todo el universo de las actividades físicas y deportivas es el objetivo motor. Según Ribas (2010) el Principio identificador de actividades físicas y deportivas estipula que: «Allí donde se encuentre un objetivo motor se habrá identificado una actividad física o deportiva; y si se identifica una actividad física o deportiva es porque está asociada a algún objetivo motor (a alguna intención de una persona de hacer intervenir su motricidad)» (p. 1).
El principio identificador de actividades físicas y deportivas también puede formularse mediante el siguiente bicondicional:  OBJETIVOS MOTORES  <==> ACTIVIDADES FÍSICAS Y DEPORTIVAS
En muchas de las actividades físicas y deportivas el objetivo motor se halla en sus reglamentos, normas o tareas motrices; sí estos no existen, será necesario preguntar a los protagonistas sobre cuál es el objetivo de su actividad, para deducir si lo que están realizando son actividades físicas y deportivas o no lo son.
Consecuencias del Principio identificador de las actividades físicas y deportivas desde el objetivo motor:
- Los objetivos motores otorgan constancia a las actividades físicas y deportes, incluso a las actividades físicas de improvisación (p. e. danza de contacto). Por eso sirven para identificar, definir, diferenciar y clasificar a todas y cada una de las actividades físicas y deportes.  Por ejemplo, el baloncesto se define como “deporte cuyo objetivo motor es intentar introducir el balón en la canasta de los contrarios”. El balonmano se diferencia del fútbol en que el objetivo motor del balonmano es «intentar introducir el balón en la portería de los contrarios con cualquier parte del cuerpo, excepto con las extremidades inferiores», mientras que el objetivo motor del fútbol es «intentar introducir el balón en la portería de los contrarios con cualquier parte del cuerpo, excepto con las extremidades superiores». A su vez, estos tres deportes pueden clasificarse dentro de los deportes de invasión.[10]
- Las actividades físicas y deportivas cuyos objetivos motores han sido cambiados no son variantes sino actividades físicas diferentes. Por ejemplo, cambiar el objetivo motor del baloncesto (“intentar introducir el balón en el aro de los contrarios”) por otro objetivo motor (p. e. intentar lograr más pases que los contrarios) implica que deja de ser baloncesto y se convierte en otro deporte diferente al baloncesto.
- La práctica de las actividades físicas y deportivas comienza (se desencadena) y prosigue desde el mismo instante en que los participantes están intentando lograr el objetivo motor de la actividad. Por ejemplo, hay juego de baloncesto mientras los jugadores están intentando introducir el balón en el aro de los contrarios.El objetivo motor orienta y guía a los participantes durante la dinámica de la práctica

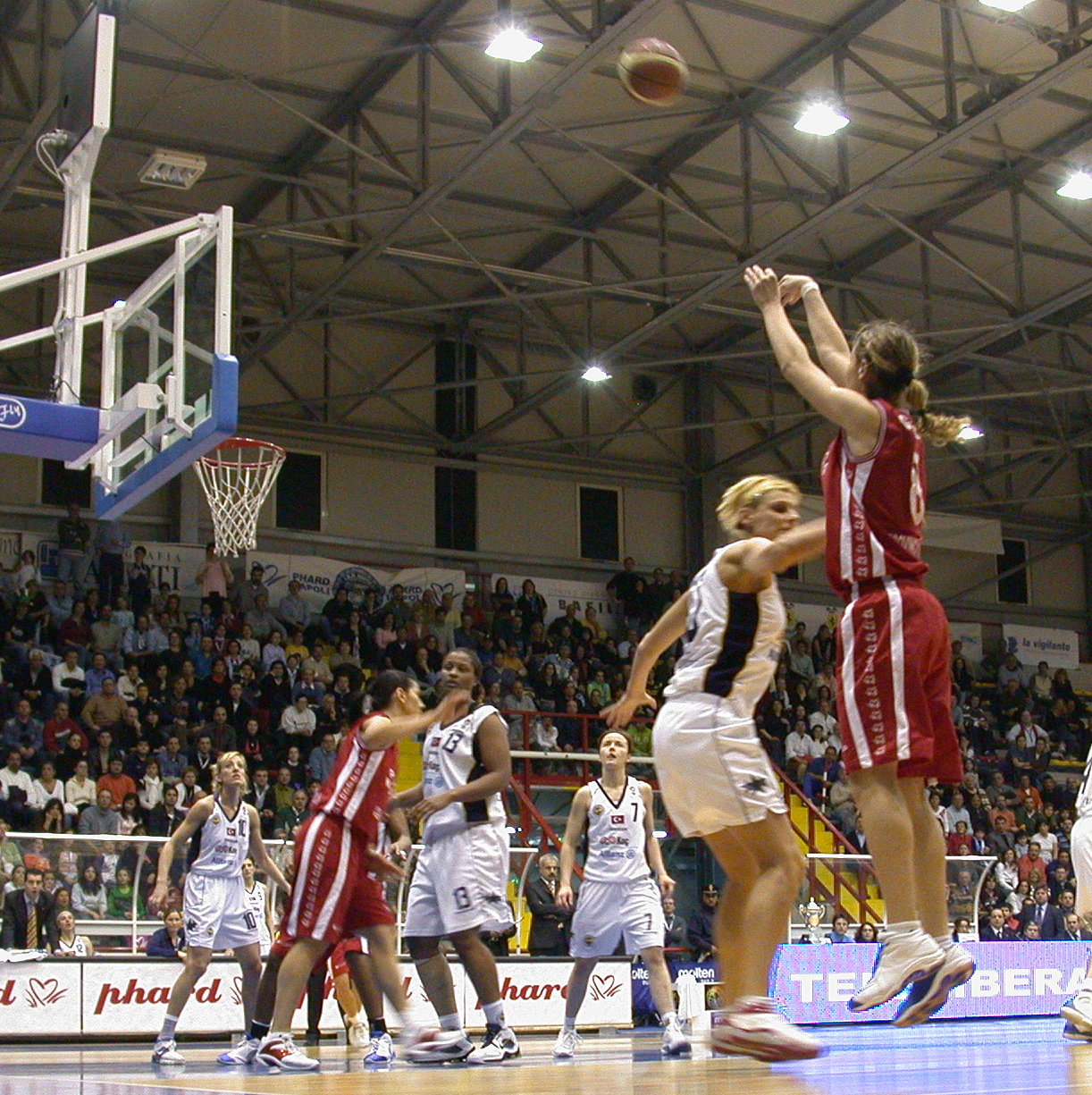
El objetivo motor orienta y guía a los participantes durante la dinámica de la práctica

- El objetivo motor guía y orienta a los participantes durante la práctica. Por ejemplo, para “intentar introducir el balón en el aro de los contrarios”, los jugadores de baloncesto suelen intentar subobjetivos motores (intentar acercar el balón hacia el aro de los contrarios, evitar que los adversarios les roben el balón) y suelen realizar acciones con intenciones motrices concretas en relación con los subobjetivos. Por ejemplo, intenciones motrices de las acciones son: intentar pasar hacia adelante, intentar proteger el balón con botes bajos, intentar amago de pase y tiro.
- La práctica de actividades físicas y deportivas cesa desde el instante en que los participantes no están intentando lograr el objetivo motor de la actividad. Por ejemplo, en los tiempos muertos, en los descansos, en la detención del juego por el árbitro y tras el final del partido de baloncesto, los jugadores no están intentando introducir el balón en el aro de los contrarios (objetivo motor): en esos momentos no hay juego.

## Definiciones y características
“Objetivo motor” proviene de la conjunción del sustantivo “objetivo” (sinónimos: intención, finalidad, meta, propósito) y del adjetivo “motor” (procedente del sustantivo motricidad), donde “motricidad” es  entendida como la presencia y actividad de la corporalidad de las personas en diferentes entornos.
Hernández et al. (2000) definen el objetivo motor como “el aspecto de la lógica interna que implica la demanda motriz prioritaria a conseguir por el/los participante/s y que da sentido a dicha práctica” (p. 97). Esta definición cuatro características del objetivo motor:
- El objetivo motor es la demanda motriz a lograr por los participantes durante la práctica: es el problema motor a resolver.
- El objetivo motor es un problema-motor-principal (prioritario, preferente, primario).
- El objetivo motor da sentido a la práctica.
- El objetivo motor es un componente de la lógica interna de las actividades físicas y deportes.

Durante la dinámica de la práctica el objetivo motor es interpretado por los participantes y puede especificarse en diferentes niveles de concreción. Según Ribas (2017) la puesta en relación jerárquica (red en árbol, de acuerdo a Eco, 1990) de objetivos motores, intenciones previas a la acción motriz e intenciones-en-las-acciones motrices de los participantes, establece una parte de la “red de intenciones motrices” (siendo las intenciones uno de los tipos de intencionalidades de acuerdo a Searle, 1992).

## Clasificaciones
Ribas (1997) agrupó por similitudes los objetivos motores principales de deportes, de juegos tradicionales, de actividades de expresión corporal y de actividades de condición física; logró reducir los objetivos motores a tres categorías:
- Objetivos loco-motores (donde "loco", "locus" significa "lugar en el espacio"): hacer llegar algo/alguien hacia algo/alguien; siendo “alguien” un participante y “algo” un lugar o un objeto del espacio. Ejemplos: rugby, tiro al plato, el juego de los 10 pases, lucha libre, béisbol, kárate
- Objetivos iso-motores (donde “iso” significa igual): reproducir criterios motores con la mayor adecuación posible. Los criterios a reproducir son cualitativos: formas de movimientos o posiciones corporales, figuras realizadas con objetos, criterios temporales, organizaciones espaciales, definiciones musculares. Ejemplos: saltos de trampolín, natación artística, físico-culturismo, surf, malabarismos.
- Objetivos miotores (mio-motores, donde “mio” se refiere a músculos): intervenir sobre la propia corporalidad. Se puede intervenir: sobre la propia respiración, sobre la actividad del corazón, sobre la musculatura y sobre las articulaciones. Ejemplos: ejercicios respiratorios, aeróbic, hipertrofia muscular, desplazarse a ciegas, stretching.

Hernández et al. (2000), a partir de la diversidad de situaciones que se dan en los juegos deportivos, proponen los siguientes objetivos motores:
- Situar el móvil en un espacio y/o evitarlo: llevar el móvil a una meta; enviar y/o evitar el reenvío del móvil. Ejemplos: hockey, voleibol, pelota vasca.
- Efectuar y/o evitar traslaciones: superaciones espaciales, superaciones temporales, superaciones espacio/temporales, acciones de precisión. Ejemplos: carreras de atletismo, halterofilia, tiro.
- Combatir cuerpo a cuerpo y/o evitarlo (con o sin implemento): golpear, derribar, dominar, excluirlo del terreno. Ejemplos: boxeo, esgrima, sumo, lucha canaria.
- Reproducir modelos. Ejemplos: castellers, baile deportivo.
- Efectuar actividades interoceptivas Ejemplos: taichí, yoga.El objetivo motor principal de los deportes de cancha separada (tenis, voleibol) es evitar la devolución del móvil a nuestro campo

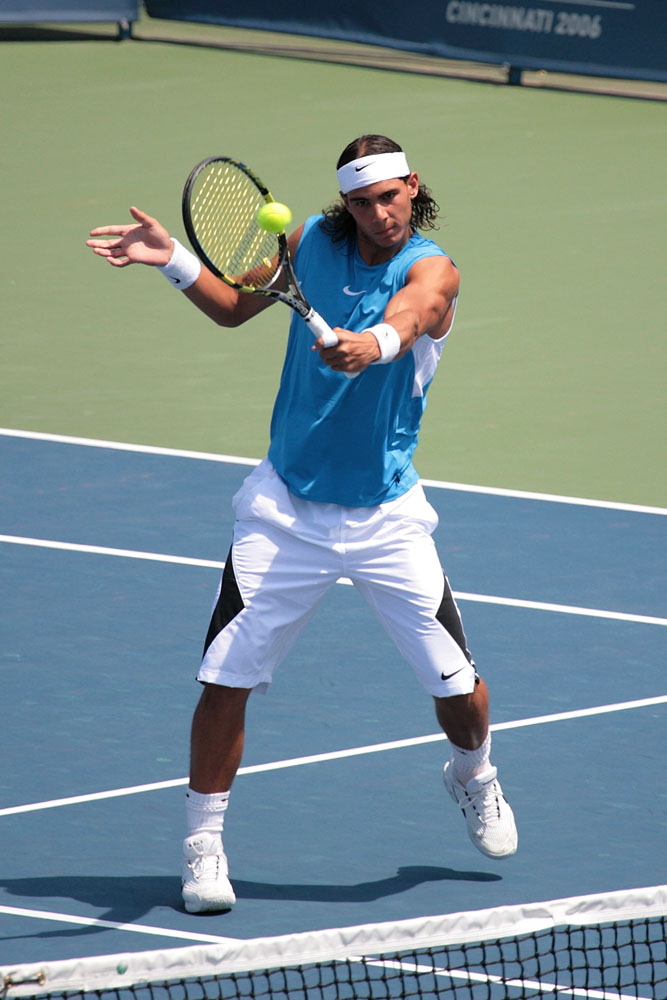
El objetivo motor principal de los deportes de cancha separada (tenis, voleibol) es evitar la devolución del móvil a nuestro campo

Ribas y Hernández-Moreno  (2020) en un artículo de revisión conceptual registran hasta tres grupos de objetivos motores:
- Objetivos motores de superar distancias espaciales: el participante/los objetos del participante (p. e. balón, espada) superan la distancia hacia un blanco físico (diana, meta) o hacia un blanco humano (otros participantes) (consultar, por ejemplo, Méndez-Giménez, 2009;[10] Parlebas, 2003[16]). Ejemplos de actividades físicas y deportes que contienen estos objetivos motores son: juegos deportivos de invasión (rugby, baloncesto), juegos deportivos de cancha separada (p. e. tenis, voleibol), juegos deportivos de muro (p. e. frontón), juegos deportivos de recorrer bases (p. e. béisbol, críquet), juegos deportivos de fildeo (p. e. golf), deportes de lucha y combate, carreras de todo tipo, saltos y lanzamientos atléticos, juegos de persecución y captura (p. e. policías-ladrones, kabaddi), tiro, bolos, paintball, billar, kinball, juegos deportivos de golpear con el balón (dodgeball).
- Objetivos motores de realizar formas motrices: el participante reproduce/varía/compone/improvisa formas motrices gestuales/espaciales/temporales, realizadas mediante la propia corporalidad /junto a otros participantes/mediante los objetos (p. e. aros, diábolo) (entre otros los documentos de Mateu y Bortoleto, 2011;[17] Mateu y Torrents, 2012;[18] Troya, 2018[19]). Ejemplos: bailes deportivos, deportes artísticos (gimnasia artística, patinaje artístico), ritmo y percusión, actividades de expresión corporal, teatro mimo, juegos simbólicos, bailes, danzas, coreografías, actividades circenses (p. e. payasos, trapecio), acrobacias, canta-juegos, cuenta-juegos, malabares, torres humanas, actividades escénicas (p. e. teatro, musical, ópera), títeres, sombras chinas.
- Objetivos motores de actuar sobre los componentes corporales: el participante activa/inhibe sus componentes corporales mecánicos/energéticos/sensoriales (ver, por ejemplo, Clemente-Bosch, 2012;[20] Obando-Mejía et al., 2017;[21] Rovira Bahillo, 2010[22]). Ejemplos: ejercicios de condición física (p. e. fuerza, resistencia, flexibilidad), modalidades de aerobic (p. e. step, body combat), ejercicios funcionales, habilidades motrices básicas (p. e. coordinaciones, formas de desplazamiento), psicomotricidad (p. e. esquema corporal, percepción espacio-temporal), CrossFit, relajación, yoga, introyección motriz, ejercicios y juegos sensoriales.

## Las diferentes actividades físicas y deportes desde los objetivos motores
Con respecto a las actividades físicas específicas, Mateu y Bortoleto (2011) indican que los objetivos motores son una condición imprescindible en las actividades físicas de expresión (p. e. bailes, representaciones, circo, mimo) y en los deportes artísticos (por ejemplo, acrosport, cama elástica, katas de karate).
Navarro-Adelantado (2002) subraya que todo juego motor siempre está mediado por un objetivo motor, como, por ejemplo, en los juegos tradicionales, en los juegos de reglas, en los juegos simbólicos y en los juegos sensomotores y funcionales.
El objetivo reglamentario de cada deporte es el objetivo motor que siempre está presente en su reglamento deportivo y durante los momentos de la práctica deportiva y, además, permite a los deportistas lograr los puntos o marcas.
No obstante lo anterior y de la definición de Hernández et al. (2000), Ribas y Hernández-Moreno (2020) muestran que el sentido de las actividades físicas y deportivas (la dinámica de la práctica) se encuentra en el objetivo motor (lógica interna), conjuntamente con factores asociados necesarios para la práctica, aunque el “peso” de uno y otros es diferente en cada categoría:

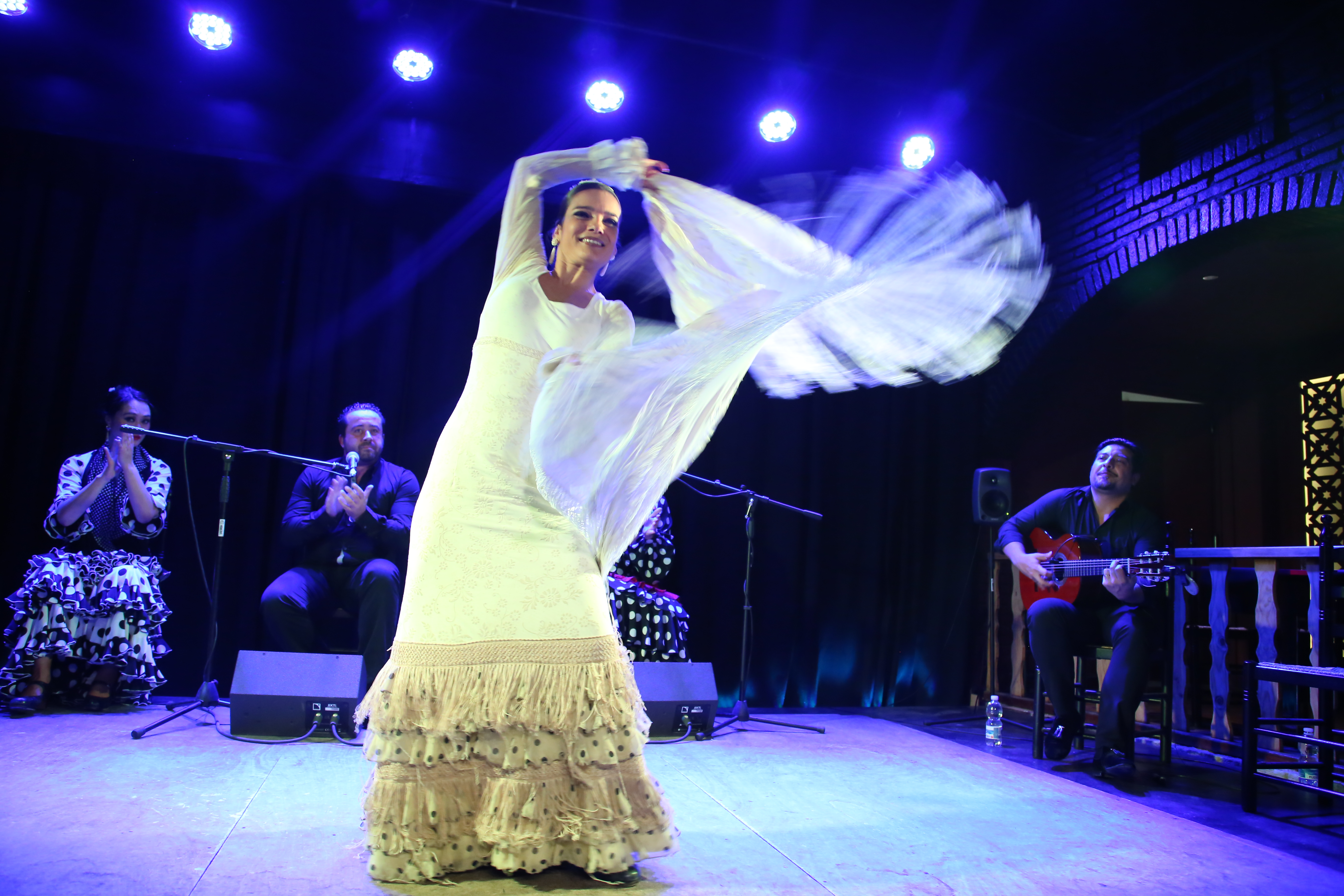
Los objetivos motores de los bailes y danzas son realizar formas motrices, y sus factores asociados son las referencias estéticas (y a veces temáticas)

- La dinámica de la práctica de los juegos deportivos depende del objetivo de superar distancias espaciales (objetivo motor) pero no tanto de la memoria de resultados o puntos (factor asociado). Por ejemplo, el juego de baloncesto prosigue (objetivo motor: “introducir el balón en el aro de los contrarios”), a pesar de que los jugadores no siempre están atentos al marcador (factor asociado).Los objetivos motores de los bailes y danzas son realizar formas motrices, y sus factores asociados son las referencias estéticas (y a veces temáticas)
- La dinámica de la práctica en las actividades físicas de expresión y los deportes artísticos depende de un constante intercambio entre el objetivo de obtener formas motrices (objetivo motor) y las referencias estéticas y temáticas (ambas son factores asociados). Por ejemplo, el participante intenta realizar una “columna” con las bolas de malabares (objetivo motor), donde el recorrido de las bolas logran amplitud, estabilidad, armonía, sincronización y fluidez (referencias estéticas: factor asociado). Ejemplos de referencias temáticas (el "hacer como si...", "imitar a...", metáforas) pueden ser: argumentos, historias, tramas, anécdotas, situaciones, noticias, cuentos, etc.
- La dinámica de la práctica de las actividades físicas utilitarias implica que los objetivos motores estén en total dependencia de los efectos que puedan provocar en los practicantes (factores asociados). Lo primordial es el efecto obtenido o perseguido por el participante,[8] por ejemplo, incrementar el umbral de resistencia aeróbica (factor asociado); sin embargo, no importa tanto las actividades físicas escogidas por el participante mientras le sirvan para alcanzar los efectos: aero-boxing, running, bicicleta estática, patinaje, natación, etc. (donde cada actividad tiene sus propios objetivos motores).

## Objetivos motores y Spórtica

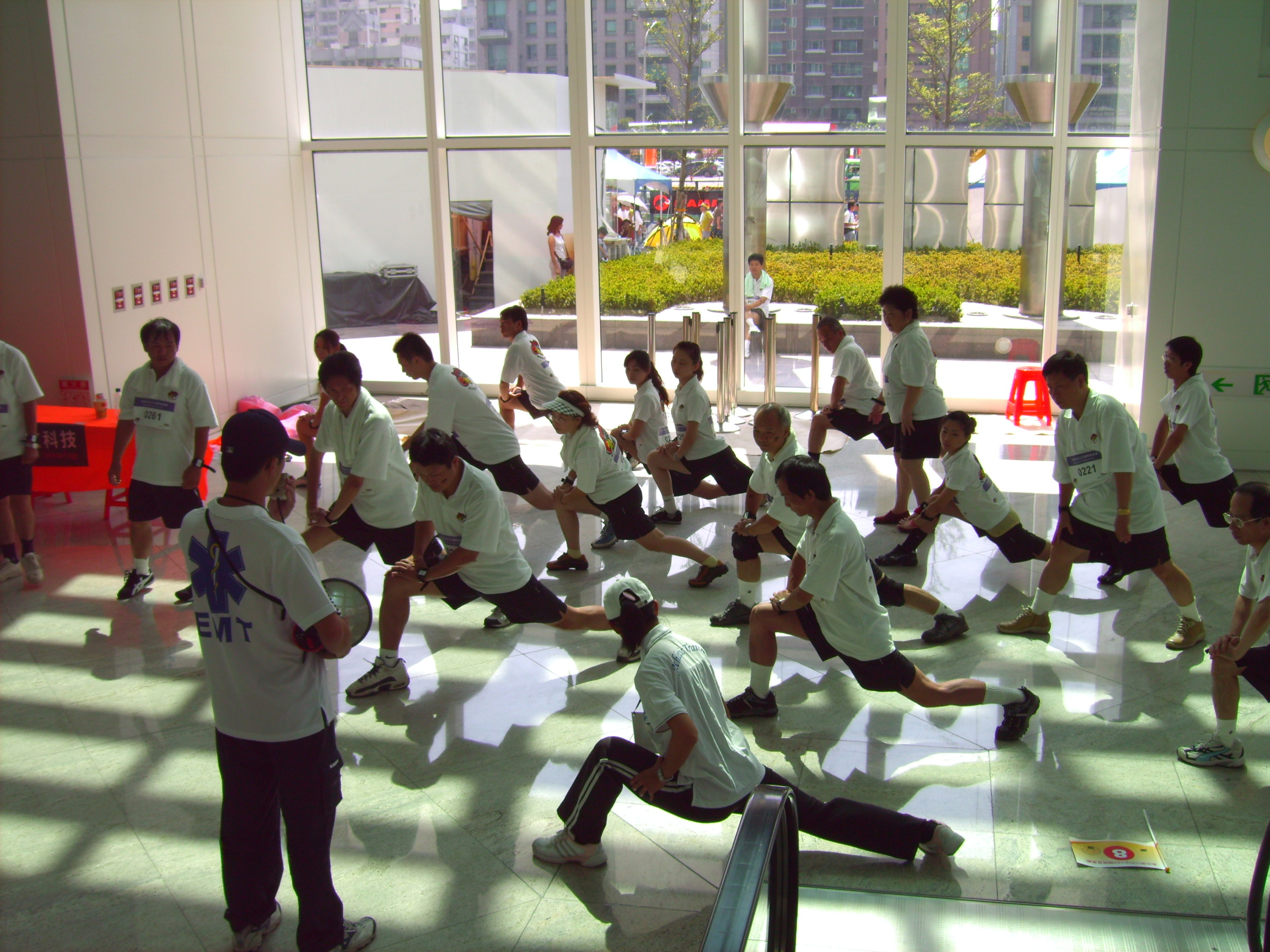
La Spórtica es ciencia, diseño de actividades y aplicabilidad (educación física, recreación, competición), siempre desde el objetivo motor

Spórtica (de "Sport" e "ica") es la ciencia de los deportes y las actividades físicas, y su aplicabilidad (Sportics en inglés, Sportique en francés). Según Ribas y Hernández-Moreno (2020) el objeto de estudio de la Spórtica es la Dinámica de la práctica, donde «[…] "dinámica de la práctica" se refiere al sentido de las actividades físicas a partir de los objetivos motores» (p. 68). Estos autores ratifican que el sentido de la Dinámica de la práctica de las actividades físicas y deportivas puede deducirse:
- Desde los reglamentos, normas, tareas o autoimposiciones, necesarios para poder realizar la práctica y en los que se hallan los objetivos motores de las actividades físicas y deportivas.
- Durante la práctica, un mayor grado de profundidad del sentido puede determinarse desde las intervenciones motrices de los participantes, desde sus intenciones motrices o desde las interpretaciones de la práctica, siempre en referencia al objetivo motor de la actividad.

Por lo tanto, la Spórtica también se ocupa de los objetivo motores, para investigar sobre ellos (ciencia), para el diseño de nuevas actividades físicas y deportes a partir de diferentes tipos de objetivos motores y también para sus aplicabilidades a diferentes ámbitos (educación física, ocio, entrenamiento y competición, enseñanza y aprendizaje de actividades físicas).

## Enseñanza y aprendizaje de las actividades físicas y deportivas desde los objetivos motores
Según se indica en Ribas (1997), determinar las diferentes categorías de objetivos motores «será muy práctico en la enseñanza, y en la iniciación y el entrenamiento deportivos, porque podemos hacer que los alumnos o deportistas resuelvan situaciones transferibles por su estrategia a otras situaciones de idénticas características» (p. 8).
Las primeras propuestas de enseñanza-aprendizaje basadas en los objetivos motores proceden de los años 80 del siglo XX.
Desde Francia, y para los “deportes colectivos” (fútbol, baloncesto, balonmano, rugby, hockey, waterpolo…), Claude Bayer (1979) en Enseignement des jeux sportifs collectifs propone seis principios y que se corresponden con los objetivos motores e intenciones motorices del juego.

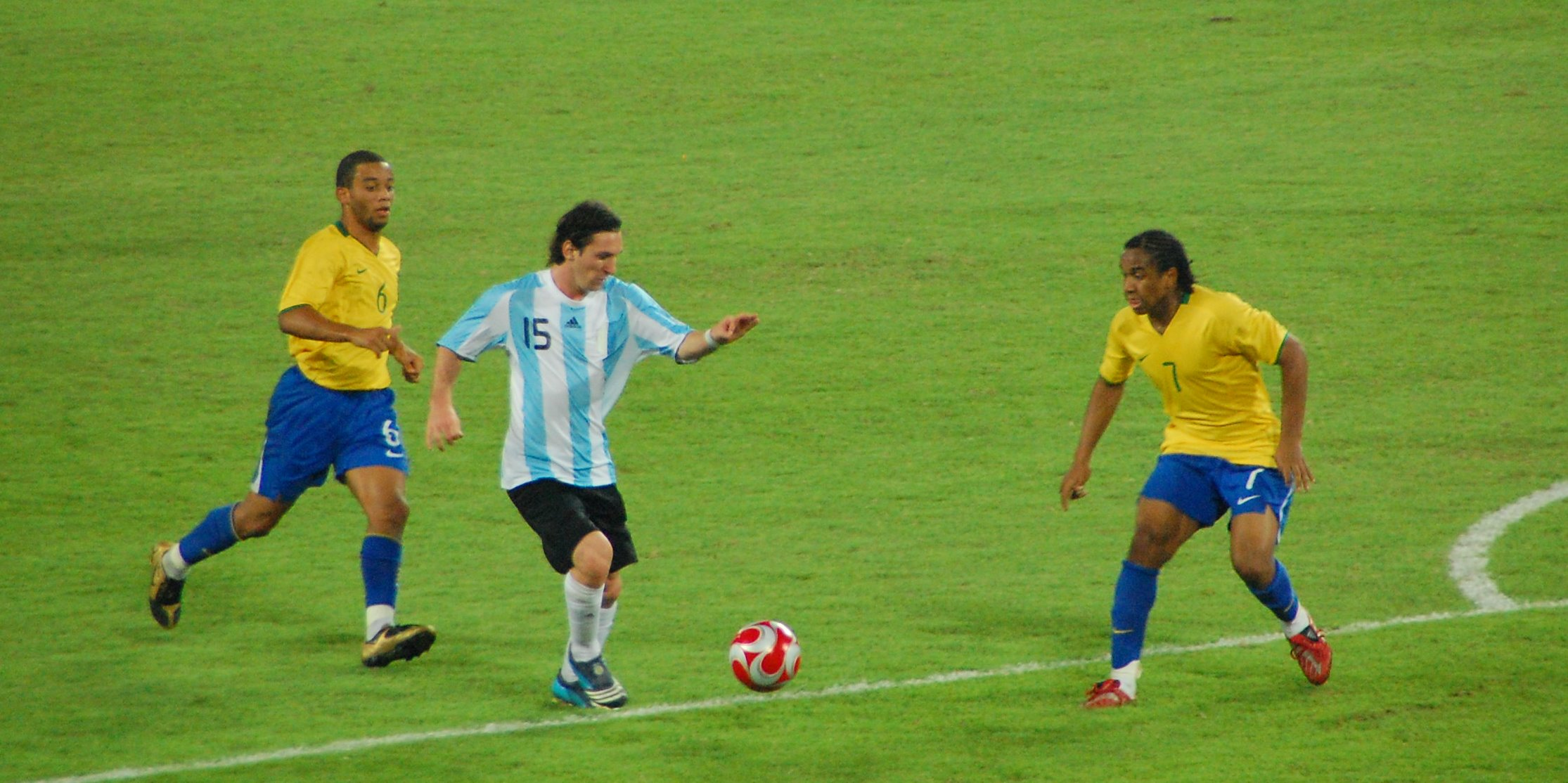
Uno de los subobjetivos motores en fútbol: intentar acercar el balón a la portería de los adversarios

Cuando los jugadores poseen el balón (ataque), los principios de juego son:
- Conservar el balón.

- Progresar con el balón hacia la meta de los adversarios.
- Introducir el balón en la meta de los adversarios (logro del punto).

Cuando los jugadores no tienen el balón (defensa), los principios de juego son inversos a los anteriores:
- Recuperar el balón.
- Impedir la progresión del balón hacia nuestra meta.
- Impedir la introducción del balón en nuestra meta (impedir el punto de los adversarios).

Desde el Reino Unido, Thorpe, Bunker y Almond (1986) en Rethinking games teaching proponen principios de juego para cuatro categorías de juegos deportivos, y cuyos objetivos motores principales, según Hopper (1998), son:
- Para los juegos deportivos de blanco (golf, billar): introducir el móvil en la meta con los menos golpes posibles.
- Para los juegos deportivos de bate y campo (béisbol, críquet): realizar carreras a meta y evitar que los adversarios realicen carreras a meta.
- Para los juegos deportivos de red (tenis, voleibol) y muro (frontón): impedir que los adversarios reenvíen el móvil.
- Para los juegos deportivos de invasión: introducir el balón en la meta de los contrarios e impedir que los contrarios introduzcan el balón en nuestra meta.

Posteriormente, la primera categoría se completó con los juegos deportivos de diana móvil (paintball, tiro al plato, balón prisionero), cuyos objetivos motores implican el contacto del móvil en la diana. En este caso, la meta incluso puede ser una "diana humana".
Desde España, Hernández-Moreno (Dir.) (2000) y colaboradores, en La Iniciación a los deportes desde su estructura y dinámica, proponen la progresión en el aprendizaje de los juegos deportivos con base en la complejidad estructural. Dicha complejidad estructural reside en la combinatoria de los tipos objetivos motores con los tipos de espacio y con los tipos de comunicación motriz:
- Progresión desde los tipos de objetivos motores: situaciones de carácter interoceptivo (menor complejidad estructural), deportes de traslación, deportes de reproducir modelos, deportes de enfrentamiento de cuerpo a cuerpo y deportes de situar el móvil en una meta y/o evitarlo (mayor complejidad estructural).
- Progresión desde los tipos de comunicación motriz: deportes en solitario (menor complejidad), deportes de cooperación, deportes de oposición y deportes de cooperación-oposición (mayor complejidad).
- Progresión desde los tipos de espacio: deportes de espacio estandarizado (menor complejidad) y deportes de espacio no estandarizado (con incertidumbre) (mayor complejidad).

La combinatoria da como resultado 16 categorías ordenadas en progresión de complejidad estructural. Estos autores propusieron modelos prácticos en cada una de las categorías para ser aplicados a la Educación física escolar y al Entrenamiento deportivo. También han remarcado que el diseño de nuevos juegos deportivos o de variantes de juegos deportivos para la enseñanza y el aprendizaje, resulta de la concreción de cada una de las categorías, pero siempre tomando como referencia a los objetivos motores principales.
Más allá del juego deportivo, Hernández-Moreno (Dir.) (2000) y colaboradores dicen que el mismo procedimiento combinatorio también puede servir para el diseño de actividades físicas de expresión (coreografías, teatro mimo), actividades físicas introyectivas (relajación, condición física) y otras situaciones educativas y de entrenamiento. Mateu y Torrents (2012) igualmente indican para las actividades físicas expresivas que «la interrelación entre los rasgos de las distintas prácticas origina nuevas modalidades a partir de la fusión y el mestizaje de las lógicas internas» (p. 58), con la consecuente aplicación pedagógica.

## Investigación de las actividades físicas y deportivas desde los objetivos motores

### Antecedentes

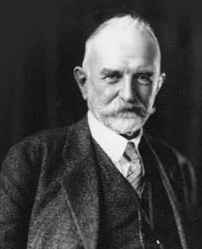
G. H. Mead, un inspirador de las investigaciones que parten del objetivo motor de los deportes.

Desde los años 30 del siglo pasado, y desde el Interaccionismo simbólico, G. H. Mead en Espíritu, persona y sociedad expresa que «el deporte tiene una lógica, lo cual permite la organización de la persona: es necesario alcanzar un objetivo definido. Las acciones de las personas están todas relacionadas entre sí con referencia a ese objetivo» (p. 188). «Si uno tiene la actitud de la persona que lanza la pelota, puede tener también la reacción de atrapar la pelota. Ambas están relacionadas de manera que contribuyen al objetivo del deporte mismo.» (188).
El interés de los análisis científicos con base en objetivos de los deportes se resalta en textos que proceden de los años 80 (por ejemplo, en Bayer, 1986; Parlebas, 1986; Thorpe, Bunker & Almond, 1986). A. Thomas (1982) hablando de la acción deportiva manifiesta que «[...] una acción sólo puede producirse si existe un objetivo concreto, y por ello mismo a la "situación de partida" debemos contraponerle una "situación objetivo"»(p. 73).
Parlebas en 1971 y 1976 ya estudió la red de interacción de marca de diversos juegos deportivos. La red de interacción de marca es el grafo (modelo) que representa las comunicaciones motrices que permiten alcanzar los objetivos motores (codificados en los reglamentos) de los juegos deportivos.

### Estudios desde los reglamentos
Parlebas (1986) analiza distintos reglamentos deportivos para establecer las distancias de guardia permitidas entre los deportistas para intentar el objetivo motor, dentro de los duelos de individuos (judo, karate, esgrima) y las distancias de carga permitidas entre los deportistas de los duelos de equipo (balonmano, baloncesto, fútbol).
Ribas (1995) establece los tipos de objetivos motores a partir del estudio de los reglamentos y normativas de diferentes prácticas físicas (deportes, juegos tradicionales, actividades de expresión corporal y actividades de condición física). Este mismo autor en 2018 deduce nuevas clasificaciones y categorías de actividades físicas y deportivas a partir del estudio de los objetivos motores de 10 tipos de actividades físicas.
Mateu y Bortoleto (2011) analizan los objetivos motores (realizar formas motrices) de diferentes modalidades de actividades físicas de expresión y deportes artísticos. Ribas y Jaqueira (2018) analizaron la totalidad de deportes ofertados en las 28 ediciones de los Juegos Olímpicos de verano hasta Londres-2012 (incluida Atenas-1906) (4.906 eventos) en función de los tipos de objetivos motores. También en relación con los Juegos Olímpicos, Peña-Bordón y Castro-Núñez (2020) han analizado al completo el Programa Olímpico de Río-2016 desde los objetivos motores.

### Intenciones motrices y las interpretaciones de los practicantes
Mediante entrevista dirigida mientras el deportista se observa en imágenes grabadas (cuestionario desde auto-observación) y tras un análisis de contenido, Ribas (1995) deduce los subobjetivos motores del combate de karate; con ellos elabora la red proposicional (representación del modelo de la jerarquía de objetivos y subobjetivos motores). Utilizando idéntica metodología, Vila-Martínez, Rojo-Rodríguez y Gaona-Cabello (2010) elaboran el perfil de la línea de defensa de un equipo de fútbol basándose en los subobjetivos motores.
Obœuf et al. (2009) y Gomes-da-Silva et al. (2017) estudia las intenciones motrices indicadas en los praxemas (acciones con significados), respectivamente en el fútbol y en el balonmano playa.
Las reflexiones de los participantes tras la práctica del juego tradicional "pelota sentada" que aparecen en el estudio de Lavega et al. (2018) mencionan a menudo los pases y los lanzamientos, que son los objetivos motores del juego.
De acuerdo a Etxebeste-Otegui et al. (2014), puesto que en ciertos juegos tradicionales sin competición no existe el propósito de ganar (p. e. en las cuatro esquinas, en el pilla-pilla), las interpretaciones realizadas por los jugadores se refieren a la dinámica de las distancias espaciales (que se corresponde con el objetivo del juego). Lavega-Burgués et al. (2018) confirman mediante entrevistas que el objetivo motor de la actividad es el que guía la práctica de los participantes en los juegos motores individuales sin competición.